# Episperma
En botánica, el episperma, tegumento seminal o cubierta seminal es la capa que rodea a la semilla de las plantas espermatófitas. En el episperma se observan comúnmente dos capas: la externa, la testa, derivada del
tegumento externo, y la interna, el tegmen, derivado del tegumento interno del óvulo y/o de la nucela. Su función es proteger a la semilla del medio ambiente. Algunas semillas forman proyecciones de la testa que favorecen la absorción de agua en el momento de la germinación o que actúan como protección suplementaria. En casi todas las semillas, el micrópilo a través del cual había penetrado el tubo polínico en el óvulo, persiste en forma de un pequeño orificio de la testa. En las angiospermas, un funículo une la semilla a la placenta por el interior de la pared del fruto. Al retirar la semilla queda una pequeña cicatriz o hilo que señala el punto de inserción del funículo.

## En las gimnospermas
En algunas gimnospermas, como Ginkgo y  Cycas, la testa de las semillas presenta una consistencia blanda y carnosa y se denomina «sarcotesta». Esta sarcotesta puede estar vascularizada y presentar aceites o desprender olor a ácido butírico, como en el caso de Ginkgo biloba.

## En las angiospermas
En las angiospermas el episperma es generalmente seco. Las semillas de Orchidaceae son microscópicas y presentan una cubierta seminal simplificada formada por una lámina transparente de células delgadas que forman un saco de aire donde está suspendido el embrión indiferenciado rodeado por el tegumento interno atrofiado; no hay tejidos de reserva.
- En Gossypium (algodonero) la epidermis seminal desarrolla largos pelos que constituyen la "fibra" del algodón. No confundir el caso del Ceiba (palo borracho) donde los pelos son el endosperma del fruto. La testa está formada por varias capas, una de las cuales está formada de esclereidas columnares dispuestas como una empalizada, sin espacios intercelulares (también llamadas células de Malpighi que fue quien las describió primero). El tegmen está reducido a la epidermis interna que es la capa más interna del episperma.

- En Linum usitatissimum, al igual que en el tomate con frecuencia el episperma es mucilaginoso, el tegumento externo presenta tres capas, la pared externa secundaria de las células epidérmicas radialmente alargadas está formada de una sustancia mucilaginosa que se deposita en estratos hasta llenar prácticamente el interior de las células. Esta sustancia se hincha fuertemente cuando absorbe agua, y termina por romper las capas externas cutinizadas y la cutícula. Las dos capas internas son parenquimáticas. El tegumento interno posee tres capas: la externa es la capa mecánica, formada por esclereidas orientadas paralelamente al eje mayor de la semilla. Por debajo hay células parenquimáticas alargadas en sentido perpendicular a las esclereidas. Las células de la capa más interna presentan el lumen lleno de pigmentos que determinan el color de las semillas.

- En las semillas duras, como las de Crotalaria, el episperma es muy resistente, tiene una cutícula notable y está esclerificada. Puede estar formada por varias capas de esclereidas.

En frutos secos indehiscentes el episperma es delgado y membranáceo, puede quedar reducido a una capa de células, como en las umbelíferas o en Lactuca o desaparecer como sucede en el maíz.